# 井上久則
井上 久則（いのうえ ひさのり、1949年（昭和24年）5月28日 - ）は、日本の政治家、元岐阜県飛騨市長（2期）。

## 来歴
岐阜県立斐太実業高等学校卒。吉城郡古川町役場に入り、収入役を務め、飛騨市発足後は基盤整備部長、助役を歴任する。2008年の飛騨市長選挙に立候補し、現職の船坂勝美を破って初当選した。2012年の選挙でも交流人口の拡大や行政改革の着実な実行などを公約に掲げ、「市の土台を揺るぎないものにし、人口減対策をしっかりと行う」などと訴え、再び立候補した元市長の船坂勝美を破って再選した。市長を2期務め、2016年に退任した。